# Fotoluminescência
A fotoluminescência é a emissão de luz devido à energia de excitação proveniente de uma radiação absorvida.
Os elétrons dos átomos do material fotoluminescente estão inicialmente em seu estado fundamental de energia, no entanto, ao incidir-se luz sobre ele, os elétrons absorvem energia, passando para um estado excitado, de maior energia. Ao retornar ao seu estado fundamental, os elétrons liberam energia.